# 科学建模

科学建模的例子。 A schematic of chemical and transport processes related to atmospheric composition.

科學建模是一種藉由已被廣泛接受的科學以幫助我們了解、定義、量化、視覺化與仿真的科學活動。依據不同需求，在真實世界中萃取相關要素以建立適合的科學模型，像是藉由概念模型以幫助我們了解現象，操作模型以給出操作型定義，數學模型以幫助量化，並且用圖象模型去視覺化抽象概念。

建模是許多科學領域中的非常重要且不可分割的一部份，並且每種科學領域都有其特定的科學模型。以約翰·馮·諾伊曼所說過的一段話為例：
... 科學本身從來都不曾試圖去解釋自然現象，甚至是連詮釋自然現象的企圖都不曾有過，反而僅僅是建立模型。所謂的模型，就是——在數學意義上——去建構觀察到的自然現象之間的數學關係。而此模型令人信服的唯一理由，就僅僅是因為它確實有用——能夠描述足夠廣泛的自然現象。
科學建模已逐漸在受重視，例如在科學教育、科學哲學、系統理論與視覺化 (電腦圖學)。科學建模也有其相關的科學方法、技術與形上學等議題。